# Mario Boano

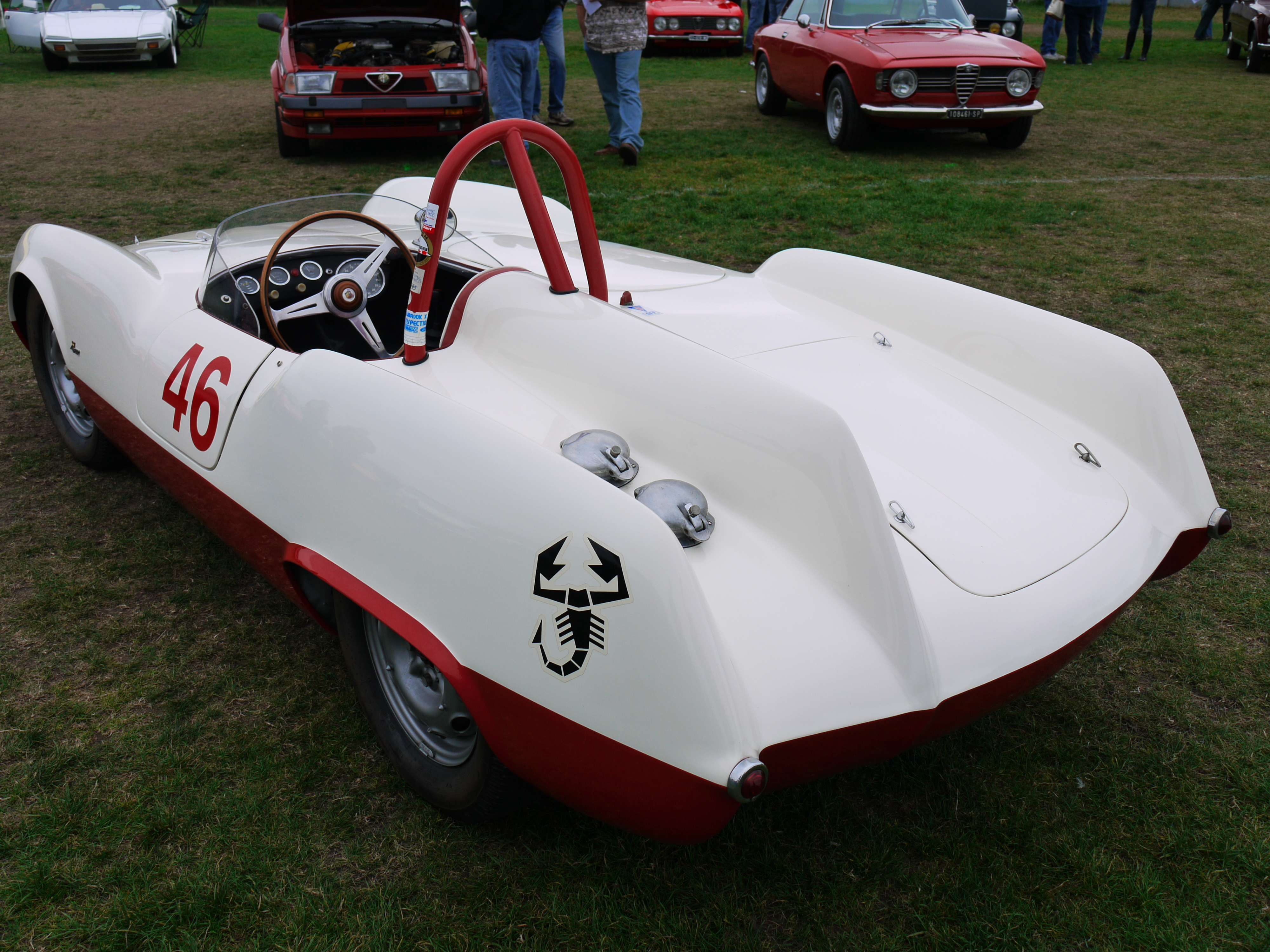
Abarth 207 med Boano-kaross.

Felice Mario Boano, född i Turin 1903, död 8 maj 1989, var en italiensk bildesigner.
Boano köpte Carrozzeria Ghia tillsammans med kompanjonen Giorgio Alberti, efter grundaren Giacinto Ghias död 1944. Hos Ghia ritade Boano karosser till tidens stora italienska märken, som Alfa Romeo, Lancia och Ferrari. Han var även engagerad i formgivningen av Volkswagen Karmann Ghia.
1954 grundade han sitt eget Carrozzeria Boano i Grugliasco, tillsammans med sonen Gian Paolo Boano. Mellan 1956 och 1957 byggde Boano standardkarossen till Ferrari 250 GT, eftersom Pininfarina hade kapacitetsbrist i sin egen verkstad. 1957 anställdes Boano av Fiat som chefsdesigner. Tillverkningen av Ferrari-karosser överläts till svärsonen Ezio Ellena, som drev verksamheten vidare under namnet Carrozzeria Ellena fram till 1966.